# Het Wilhelmus
Het Wilhelmus (Il Guglielmo) è l'inno nazionale dei Paesi Bassi. 
Risale almeno al 1572, il che lo rende il più antico inno nazionale in uso attualmente, tra quelli composti sia da una melodia che da un testo (il testo dell'inno giapponese, Kimi ga yo, risale al IX secolo, tuttavia la musica fu composta solo nel XIX secolo). Sebbene "Wilhelmus" non sia stato riconosciuto ufficialmente fino al 1932, è sempre stato popolare tra la popolazione olandese ed è riemerso in diverse occasioni nel corso della storia dei Paesi Bassi. È stato anche l'inno delle Antille olandesi dal 1954 al 1964.

## Storia
Apparve durante la guerra degli ottant'anni, iniziata nella seconda metà del XVI secolo e che vide la ribellione degli olandesi contro gli spagnoli, dovuta non solo ad aspirazioni di indipendenza, ma anche per la persecuzione dei protestanti da parte dell'Inquisizione spagnola nei Paesi Bassi dopo la riforma protestante. Guglielmo I d'Orange, passato alla storia come Guglielmo il Taciturno fu il condottiero artefice della libertà dell'Olanda, per questo motivo il titolo e il testo del canto richiamano la sua figura.

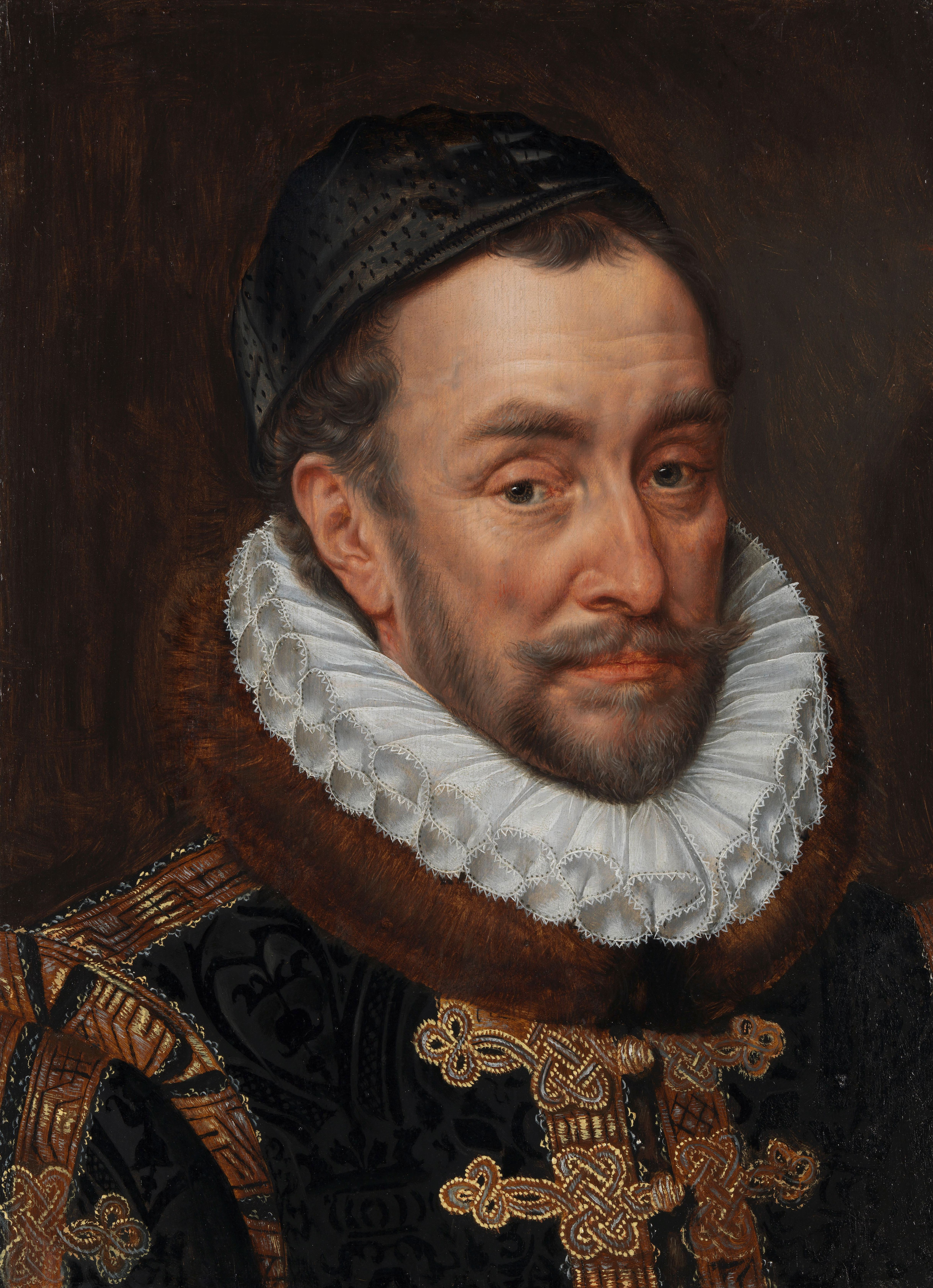
Guglielmo I d'Orange

Appena il 10 maggio 1932 l'inno olandese venne proclamato tale in via ufficiale, per questo motivo in diverse fonti viene citato che God Save the King, l'inno britannico, sia più anziano, poiché adottato de facto già nel 1825.
Essendo un possedimento olandese l'inno Het Wilhelmus fu anche l'inno nazionale delle Indie orientali olandesi fino all'indipendenza nel 1949 e con questo inno parteciparono al Mondiale di Calcio nel 1938.
L'inno olandese viene citato in tre composizioni di musica classica, delle quali due sono del giovane Mozart (K.25 e K.32).

### Origini della melodia

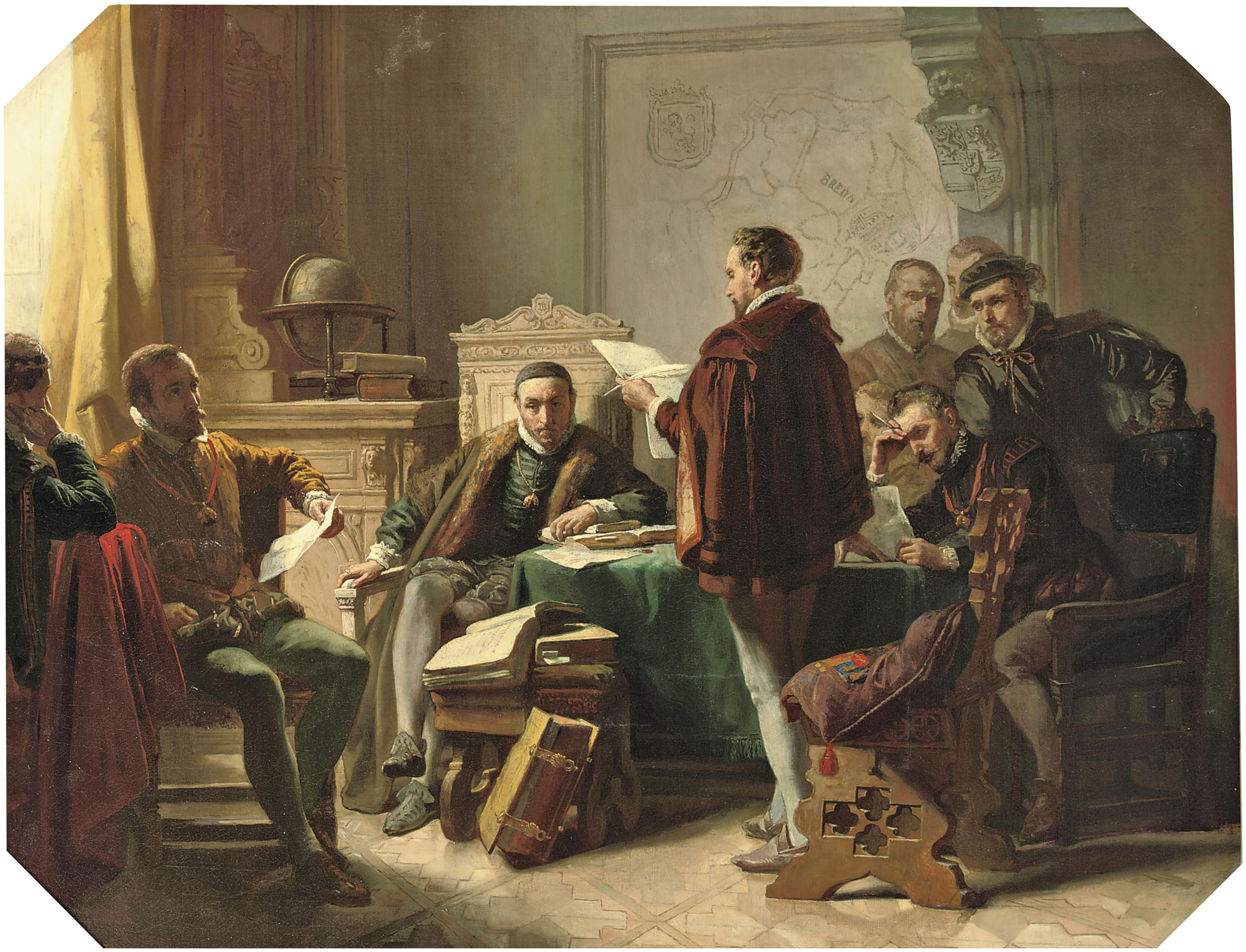
Filips van Marnix presenta "Wilhelmus" a Guglielmo il Taciturno, di Jacob Spoel (ca 1850).

La melodia di "Het Wilhelmus" è stata presa in prestito da una nota canzone francese cattolica intitolata Autre chanson de la ville de Chartres assiégée par le prince de Condé, o più brevemente, Chartres. Questa canzone ridicolizzava il fallito assedio di Chartres del 1568 da parte del principe ugonotto Luigi I di Borbone-Condé (protestante) durante le guerre di religione francesi. Tuttavia, i contenuti trionfanti di "Wilhelmus" differiscono notevolmente dal contenuto della canzone originale, rendendola sovversiva a più livelli. I protestanti olandesi avevano così preso spunto da una canzone anti-protestante e l'avevano adattata ai loro ideali, come successo con altre canzoni di quel tempo: era infatti pratica comune nel XVI secolo che i gruppi in guerra si rubassero le canzoni a vicenda per poi riscriverle.
Anche se la melodia risale al 1568, la prima versione scritta di cui si hanno notizie risale al 1574; all'epoca l'inno veniva cantato a un ritmo molto più veloce. Successivamente il compositore olandese Adrianus Valerius approntò l'attuale melodia di "Wilhelmus" nel suo Nederlantsche Gedenck-clanck nel 1626, rallentandone il ritmo, probabilmente per consentirne il canto nelle chiese.

### Origine del testo
Le origini dei testi sono incerte. "Wilhelmus" fu scritto per la prima volta tra l'inizio della Guerra degli ottant'anni nell'aprile 1568 e la cattura di Brielle il 1 aprile 1572. Nel periodo immediatamente successivo alle prime notizie sul canto, si pensava che Filips van Marnix, scrittore, statista ed ex sindaco di Anversa, o Dirck Coornhert, politico e teologo, fossero gli autori del testo. Tuttavia, questo è controverso poiché né Marnix né Coornhert hanno mai menzionato di averli scritti, anche se la canzone era immensamente popolare ai loro tempi. "Wilhelmus" contiene anche alcune strane rime: in alcuni casi le vocali di alcune parole sono state alterate per consentire loro di fare rima con altre parole. Alcuni vedono questo come una prova che né Marnix né Coornhert hanno scritto l'inno, poiché entrambi erano poeti esperti quando è stato scritto "Wilhelmus", e si dice che non si sarebbero presi queste piccole libertà. Quindi alcuni credono che i testi dell'inno nazionale olandese siano stati la creazione di qualcuno che ha scritto una poesia per l'occasione e poi sia scomparso dalla storia. Una traduzione francese di "Wilhelmus" apparve intorno al 1582.
Recenti ricerche stilometriche hanno menzionato Pieter Datheen come un possibile autore del testo dell'inno nazionale olandese, poiché ricercatori olandesi e fiamminghi (Istituto Meertens, Università di Utrecht e Università di Anversa) hanno scoperto per caso un numero impressionante di somiglianze tra il suo stile e lo stile dell'inno nazionale.

## Testo e traduzione
L'inno conta ufficialmente ben 15 strofe, ma si canta soltanto la prima di esse.
ben ik, van Duitsen bloed,

den vaderland getrouwe

blijf ik tot in den dood.

Een Prinse van Oranje

ben ik, vrij onverveerd,

den Koning van Hispanje

heb ik altijd geëerd.
In Godes vrees te leven

heb ik altijd betracht,

daarom ben ik verdreven,

om land, om luid gebracht.

Maar God zal mij regeren

als een goed instrument,

dat ik zal wederkeren

in mijnen regiment.
Lijdt u, mijn onderzaten

die oprecht zijt van aard

God zal u niet verlaten,

al zijt gij nu bezwaard.

Die vroom begeert te leven,

bidt God nacht ende dag,

dat Hij mij kracht zal geven,

dat ik u helpen mag.
Lijf en goed al te samen

heb ik u niet verschoond,

mijn broeders hoog van namen

hebben 't u ook vertoond:

Graaf Adolf is gebleven

in Friesland in den slag,

zijn ziel in 't eeuwig leven

verwacht den jongsten dag.
Edel en hooggeboren,

van keizerlijken stam,

een vorst des rijks verkoren,

als een vroom christenman,

voor Godes woord geprezen,

heb ik, vrij onversaagd,

als een held zonder vreden

mijn edel bloed gewaagd.
Mijn schild ende betrouwen

zijt Gij, o God mijn Heer,

op U zo wil ik bouwen,

Verlaat mij nimmermeer.

Dat ik doch vroom mag blijven,

uw dienaar t'aller stond,

de tirannie verdrijven

die mij mijn hart doorwondt.
Van al die mij bezwaren

en mijn vervolgers zijn,

mijn God, wil doch bewaren

den trouwen dienaar dijn,

dat zij mij niet verassen

in hunnen bozen moed,

hun handen niet en wassen

in mijn onschuldig bloed.
Als David moeste vluchten

voor Sauel den tiran,

zo heb ik moeten zuchten

als menig edelman.

Maar God heeft hem verheven,

verlost uit alder nood,

een koninkrijk gegeven

in Israël zeer groot.
Na 't zuur zal ik ontvangen

van God mijn Heer dat zoet,

daarna zo doet verlangen

mijn vorstelijk gemoed:

dat is, dat ik mag sterven

met eren in dat veld,

een eeuwig rijk verwerven

als een getrouwen held.
Niet doet mij meer erbarmen

in mijnen wederspoed

dan dat men ziet verarmen

des Konings landen goed.

Dat u de Spanjaards krenken,

o edel Neerland zoet,

als ik daaraan gedenke,

mijn edel hart dat bloedt.
Als een prins opgezeten

met mijner heires-kracht,

van den tiran vermeten

heb ik den slag verwacht,

die, bij Maastricht begraven,

bevreesde mijn geweld;

mijn ruiters zag men draven

zeer moedig door dat veld.
So het den wil des Heren

op dien tijd had geweest,

had ik geern willen keren

van u dit zwaar tempeest.

Maar de Heer van hierboven,

die alle ding regeert,

die men altijd moet loven,

en heeft het niet begeerd.
Seer christlijk was gedreven

mijn prinselijk gemoed,

standvastig is gebleven

mijn hart in tegenspoed.

Den Heer heb ik gebeden

uit mijnes harten grond,

dat Hij mijn zaak wil redden,

mijn onschuld maken kond.
Oorlof, mijn arme schapen

die zijt in groten nood,

uw herder zal niet slapen,

al zijt gij nu verstrooid.

Tot God wilt u begeven,

zijn heilzaam woord neemt aan,

als vrome christen leven,

't zal hier haast zijn gedaan.
Voor God wil ik belijden

en zijner groten macht,

dat ik tot genen tijden

den Koning heb veracht,

dan dat ik God den Heere,

der hoogsten Majesteit,

heb moeten obediëren

in der gerechtigheid.»
son io, di sangue germanico,

fedele alla madrepatria

rimarrò fino alla morte.

Un principe d'Orange,

libero sono, ed imperterrito;

il Re di Spagna

ho sempre onorato.
Nel timor di Dio io sempre

di vivere ho cercato;

perciò fui esiliato

privato della terra e della mia gente.

Ma Dio mi guiderà

come un buono strumento,

perché io possa ritornare

al mio incarico di reggitore.
Addoloratevi, miei sudditi,

gente onesta di natura,

Dio non vi abbandonerà,

anche se ora disperate.

Chi di viver pio si sforza

preghi Dio di giorno e notte,

ch'Egli voglia darmi la forza

con cui io possa aiutarvi.
Il corpo mio e tutti i beni

per voi mai risparmiai;

I miei fratelli, d'illustre nome,

anch'essi ve l'hanno dimostrato;

il Conte Adolfo è caduto

in Frisia, in battaglia;

la sua anima, nella vita eterna,

attende l'Ultimo dei giorni.
Nobile e d'illustri natali,

rampollo di stirpe imperiale,

del regno scelto principe,

da buon e pio cristiano

per la Parola d'Iddio

io, libero e senza esitazioni,

come un eroe senza paura

il mio nobile sangue ho dedicato.
Il mio scudo e la mia Parola

son tuoi, Dio, mio Signore,

a te voglio inginocchiarmi;

mai più non mi abbandonare.

Che io possa rimanere pio,

Tuo servitore in ogni ora,

e cacciare la tirannia

Che mi trapassa il cuore
Da coloro che mi ostacolano

e sono i miei persecutori,

mio Dio, ti prego di proteggere

il fedel Tuo servitore;

perché essi non mi assaltino

secondo i loro piani scellerati,

né si lavino le mani

nel mio sangue innocente
Come David, dové fuggire

Da Saulo il tiranno,

così anch'io dovetti gemere

come molti altri nobili.

Ma Dio infine lo salvò,

liberandolo da grandi pesi

e gli diede un regno

molto grande in Israele.
Dopo l'amaro io riceverò

dal Signor mio Iddio dolcezza

alla quale tanto aspira

il mio senno principesco:

ovver ch'io possa morire

con onore sul campo;

e conquistarmi un regno eterno

come suol guadagnarsi un eroe fedele.
Nulla mi ispira tanta pena in cuore,

nelle mie avversità,

che veder immiserire

le buone terre del Re.

Che gli Spagnoli oggi vi tormentino,

Dolci e nobili Paesi Bassi,

quando io vi ci penso

sanguina il mio nobil cuore.
A cavallo come un Principe,

con l'esercito mio in forze,

spergiurato dal tiranno,

io attesi la battaglia;

Chi a Maastricht or è sepolto

tremò davanti alla mia mano;

i miei cavalieri furon visti

correre prodi, per tutto il campo.
Se il Signor avesse voluto

che così già allor succedesse,

volentieri vi avrei risparmiata

questa terribile tempesta.

Ma il Signore di lassù,

che su tutto ha potere,

che sempre va lodato,

non decise allor così.
Cristianamente fu guidato

il mio principesco senno,

indefesso si mantenne

il mio cuore nelle avversità.

Al Signore ho io pregato

fin dal fondo del mio cuore,

che salvasse Ei la mia causa

e facesse nota la mia innocenza
Ahimè, mio povero gregge,

che ti trovi in gravi affanni!

Non dormirà il tuo pastore,

anche se ora sei disperso.

Alza il capo verso Dio,

la sua risanante parola accetta;

Vivi pio, da buon Cristiano:;

presto quaggiù sarà tutto finito.
Davanti a Dio vo' confessare

e alla sua onnipotenza

che io mai, in nessun tempo

non ho disprezzato il Re;

ma a Dio, il mio Signore

la suprema Maestà

ho dovuto obbedire

secondo giustizia.»